# Chile tabasco
El chile tabasco es una variedad del chile Capsicum frutescens, arbusto que llega a los 2 m de altura de la familia de las solanáceas originario del estado mexicano de Tabasco. Los pétalos de sus flores son bastante grandes, unos 2 cm, y son de color blanco; los frutos, pequeños - unos 5 cm - son erectos, de forma oblonga, algo afilada. Moderadamente picante: alcanza entre 30 000 y 50 000 unidades en la escala Scoville de unidades de picante.
Es el ingrediente principal en la elaboración de la salsa Tabasco, que fue inventada y elaborada por primera vez en 1868 por Edmund McIlhenny, y al comercializarla se fundó la empresa estadounidense McIlhenny Company en Luisiana (Estados Unidos).